# Senegambie
Senegambijská konfederace byl krátkodobý konfederační útvar mezi západoafrickými zeměmi Senegal a Gambie, který vznikl k 1. únoru 1982. Konfederace byla založena pro koordinaci spolupráce obou zemí v oblasti zahraniční politiky, ozbrojených složek, komunikačních systémů a hospodářství. V čele stál senegalský prezident, viceprezidentem byl gambijský prezident a obě země si zachovaly vlastní parlamenty, ale unie byla na popud Gambie Senegalem rozpuštěna k 30. září 1989.

## Historie
Senegambie, jako historická jednotka, byla vytvořena díky soupeření kolonialistů z Francie a Anglie na západním pobřeží Afriky. Anglie s Francií si začaly konkurovat v tomto regionu počátkem 16. století, kdy obě země začaly budovat svá obchodní centra v této oblasti – Francie měla svá střediska v oblasti řeky Senegal a na Kapverdách, Anglie v oblasti řeky Gambie. Pro obě kolonizátorské velmoci se tento region stával stále důležitějším, protože Západní Afrika byla vhodným místem k doplnění zásob při cestě z Evropy do amerických kolonií obou států, navíc byla tato oblast zádržným místem pro africké otroky, kteří byli přemísťování do Ameriky. Jakmile se stával kolonialismus stále výnosnějším, Francie a Anglie si přesněji definovaly území, které patřilo pod jejich sféru vlivu. Od počátku 16. století do r. 1758 se obě země navzájem snažily z oblasti vypudit pomocí námořních bitev. V roce 1758 byli Britové úspěšní v záběru hlavních francouzských obchodních základen v oblasti kolem řeky Senegal a vytvořili první Senegambii – korunní kolonii. Sjednocená oblast se zhroutila v roce 1779, kdy Francouzi znovu získali přístav St. Louis a vypálili hlavní britskou osadu v regionu Gambie, což vedlo ke konci sjednoceného regionu v roce 1783.
Versailleská smlouva rozdělila region na anglofonní a frankofonní část: Saint Louis, l’île de Goréea oblast kolem řeky Senegal byla přidělena Francii, Gambie ponechána Anglii. Poté, co byly oblasti odděleny, nebyly až do roku 1889, kdy Francie souhlasila s nynějšími hranicemi mezi Senegalem a Gambií, vytyčeny oficiální hranice. Tento krok znamenal pro Senagal i Gambii do budoucna problém - jak úspěšně udržovat oddělené dvě země s rozdílnými kulturními znaky, když mezinárodní hranice vklínily jednu zemi do druhé.

## Problémy se senegambijskou hranicí
Pro každou zemi jsou kvalitní uzavřené hranice důležité, pro tyto země zvláště, protože jeden z jejich největších problémů je vlna násilí, která se rozšiřuje skrze region. Problém je v příslušnících stejné etnické skupiny žijících na obou stranách hranic, kdy převrat v jedné zemi příslušníky určitého etnika může vést k převratu v zemi druhé stejným etnikem. Vytyčení hranic znamenal pro Senegal také problém s oblastí Casamanca, která leží oddělená řekou Gambií v jižním Senegalu a vyvíjela se od zbytku země zcela odlišně, tudíž se vznikem hranic se separatistické tendence této oblasti zvýšily.

## Vznik, vývoj a zánik konfederace Senegambie
Senegambijská konfederace byla založená se zájmem podpory oboustranné bezpečnosti, kdy obě země integrovaly ozbrojené a bezpečnostní složky. Senegalská vláda měla totiž strach z nestability způsobené povstáním v Gambii, proto 30. července 1981, když se zástupci gambijské levice pokusili o vzpouru proti prezidentu Jawarovi, senegalská vláda na požadavek prezidenta Gambie vstoupila do Gambie a úspěšně povstání potlačila. Tento krok obě země sblížil a podpořil myšlenku unifikace Senegalu a Gambie, která byla následována dohodou z 12. prosince 1981 a samotná konfederace Senegambie vznikla 1. února 1982. Konfederace měla koordinovat vojenskou, zahraniční i ekonomickou politiku při zachování vlastní suverenity obou států, obě země si zachovaly vlastní parlamenty, ve společném zákonodárném sboru měl Senegal 2/3 a Gambie 1/3 zástupců. V určitém okamžiku se hrozba politické nestability začala vytrácet, obě země se začaly vracet k tradičním stereotypům. Gambijská vláda (i lid) najednou začala vidět konfederaci jako riziko, začali se bát ztráty vlastní identity (že by je Senegal pohltil). Od doby, kdy byla unie vytvořená, byla postavená na vzájemné ochraně, v průběhu let síla konfederace začala ustupovat. Tuto situaci lze nejlépe ilustrovat na příkladu jednostranného přesunu senegalských vojáků z Gambie zpátky do Senegalu (při ohrožení Mauritánií). Hlavní princip, na kterém byla unie vytvořena, byl označen jako začátek konce. Oficiální konec konfederace nastal k 23. srpnu 1989, kdy senegalský prezident Diouf rozhodl, že bude nejlepší, vzhledem k nerovnému postavení velkého Senegalu a malé Gambie, konfederaci přeměnit na celní unii.